# East West Bank Classic 1985
L'East West Bank Classic 1985 è stato un torneo di tennis giocato sul cemento.
È stata la 12ª edizione del torneo, che fa parte del Virginia Slims World Championship Series 1985.
Si è giocato a Los Angeles negli Stati Uniti, dal 29 luglio al 4 agosto 1985.

## Campionesse

### Singolare
Claudia Kohde Kilsch ha battuto in finale  Pam Shriver con il punteggio di 6–2, 6–4

### Doppio
Claudia Kohde Kilsch /  Helena Suková hanno battuto in finale  Hana Mandlíková /  Wendy Turnbull con il punteggio di 6–4, 6–2